# 1625 NORC
1625 NORC је астероид главног астероидног појаса чија средња удаљеност од Сунца износи 3,199 астрономских јединица (АЈ).
Апсолутна магнитуда астероида је 10,34.